# Espiral d'Ekman
L'espiral d'Ekman és un model teòric que explica el moviment de les capes d'un fluid per l'acció de l'efecte de Coriolis.

## Origen del terme
El primer que va notar la desviació dels corrents superficials va ser l'oceanògraf noruec Fridtjof Nansen durant una expedició a l'oceà Àrtic, a bord del Fram, on va observar que el desplaçament dels icebergs no seguia la direcció del vent. En efecte, els icebergs es desplaçaven 45° a la dreta. A la tornada de l'expedició el 1886, va compartir els seus coneixements i observacions amb l'oceanògraf suec Vagner Walfrid Ekman que deu anys més tard publicaria aquest model de circulació anomenat espiral d'Ekman.

## Com es produeix l'efecte

Efecte de l'espiral d'Ekman 1: Vent 2: Força aplicada des de dalt 3: Direcció efectiva del flux de corrent 4: Efecte Coriolis.

És conseqüència de la força de Coriolis que, en aplicar forces, causa que els objectes es moguin cap a la dreta en l'hemisferi nord i cap a l'esquerra en l'hemisferi sud respecte a la direcció del vent. A causa d'això, quan el vent bufa sobre la superfície oceànica de l'hemisferi nord, el corrent oceànic es desplaça cap a la dreta, i en l'hemisferi sud cap a l'esquerra. Com que l'aigua superficial empeny l'aigua que està per sota, aquesta es desplaçarà per acció de la força de Coriolis cap dreta o esquerra depenent de l'hemisferi, i d'aquesta mateixa manera les capes inferiors. Mentre el corrent es desvia des de l'origen, la velocitat es torna cada vegada menor. La profunditat a la qual l'espiral d'Ekman penetra està determinada per quan lluny pot penetrar la barreja turbulenta en el curs d'un dia pendular.
Aquest diagrama a la dreta mostra les forces associades a l'espiral d'Ekman. La força aplicada des de dalt està en vermell (que comença amb el vent bufant en la superfície de l'aigua), l'efecte de Coriolis (en angle cap a la dreta respecte a la superior) representada en groc, i el moviment d'aigua resultant en rosat, el que es converteix en la força des de dalt per a la capa inferior, en sentit del rellotge en espiral mentre es desplaça cap avall.
L'espiral d'Ekman clàssic ha estat observat sota el gel marí, però no es troba en la majoria de les condicions d'oceà obert. Això es deu al fet que:
- La barreja turbulenta a la capa superficial de l'oceà té un cicle diürn fort.
- Les ones superficials poden causar desestabilització.

A la latitud zero l'aigua no gira vers cap costat.